# 卡茲別基
47°42′12″N 29°40′11″E / 47.70333°N 29.66972°E

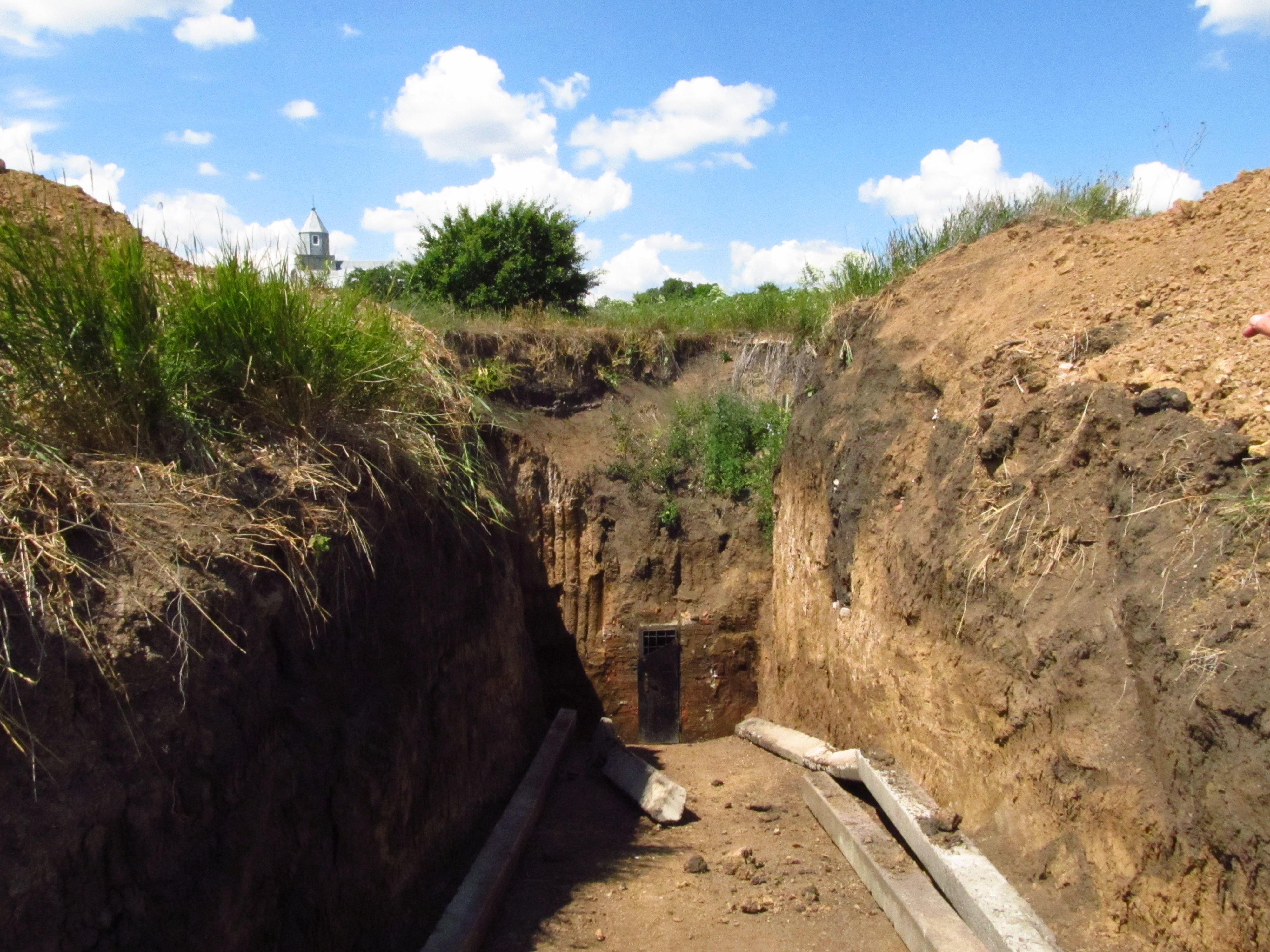

卡茲貝基（烏克蘭語：Казбеки）是位於烏克蘭西南部的村莊，由敖德萨州波季利斯克区的波季利斯克市鎮負責管轄。該村始建於1820年，面積0.49平方公里，海拔高度211米，2001年人口102，人口密度每平方公里208.16人。